# Ксенотим

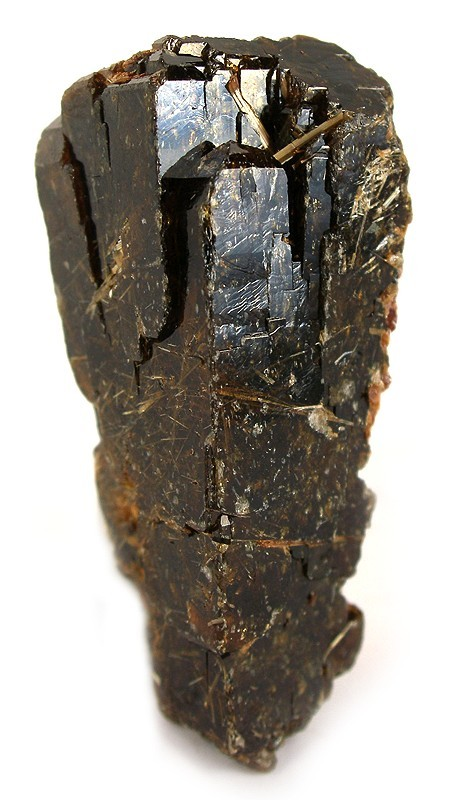
Ксенотим

Ксенотим — мінерал класу фосфатів.
Вперше описано в 1824 році на основі зразків з Вест-Агдер, Норвегія. Назва ксенотим від грецьких слів κενός - "марно" та τιμή - "значення", і означає "видиме значення". Назву мінералу дав французький геолог і мінералог Франсуа Сюльпіс Бедан - це його реакція на заяву шведського хіміка Йона Якоба Берцеліуса, про те, що  він відкрив у мінералі новий хімічний елемент (пізніше він був визнаний раніше виявленим ітрієм).
Назву мінералу дав франц. геолог і мінералог Франсуа Сюльпіс Бедан, який описав ксенотим-(Y) у 1824 році на основі зразків з Вест-Агдер, Норвегія. Ксенотим-(Yb) у 1999 р. описали Гарві М. Бак, Марк А. Купер, Петро Черні, Джоел Гріц і Френк К. Хоуторн. Ксенотим був виявлений в 1832 році в кар'єрах на острові Хідра (колишній Хіттер) в Норвегії близько 10 км на південний захід від Флеккефьорда.

## Загальний опис
Загальна назва для твердого розчину  мінералів ітрію (Y) та ітербію (Yb) з мінерального класу «фосфати, арсенатів і ванадатів». Обидві кінцеві елементи цієї змішаної серії і, таким чином, їх змішані кристали кристалізуються в тетрагональній кристалічній системі. Їх хімічний склад представлений Y [PO4] або Yb [PO4], загальна формула змішаної партії знаходиться у відповідності з (Y, Yb) [PO4].
Ксенотим Y [PO4] містить 55-63% Y2O3 і 25-27% P2O5.
Домішки — важкі лантаноїди, Th, U, Zr, Si, Al, Ca і інш.
Зустрічається жовтого, червоного, коричневого кольору з скляним блиском. 
Сингонія тетрагональна.
Кристали призматичні, дипірамідальні.
Твердість 4–5.
Густина 4,3.
Крихкий.
Рідкісний акцесорний мінерал гранітів. Зустрічається у вигляді великих кристалів в асоціації з ортитом, монацитом, апатитом, цирконом, колумбітом.
Відомі вияви гідротермального і гідро-термально-пневматолітового генезису. Мінерал стійкий, при руйнуванні порід переходить в розсипи. Сировина для одержання ітрію, важких лантаноїдів, іноді урану.
Найбільші пегматитові і розсипні родовища знаходяться в Бразилії, Норвегії, Швеції, Малайзії.
Збагачується аналогічно монациту.